# Слободан Зубановић
Слободан Зубановић (Београд, 16. март 1947) српски је књижевник. Радио је на пословима уредника за поезију, секретара и оперативног уредника листа „Књижевне новине“ (1982–2001). Био је главни уредник часописа за поезију и теорију поезије „Поезија“ (1996–2002) и главни уредник „Књижевног магазина“ месечника Српског књижевног друштва (од 2001. до 2010. године). Члан је Удружења књижевника Србије од 1976. а од 2001. године члан је Српског књижевног друштва чији је један од оснивача. Члан је српског ПЕН центра.